# Coulterophytum
Coulterophytum är ett släkte i familjen flockblommiga växter. Dess fyra arter förekommer i västra Mexiko.

## Arter
Släktet har tre eller fyra accepterade arter.
- Coulterophytum holwayi Rose
- Coulterophytum laxum B.L.Rob.
- Coulterophytum macrophyllum J.M.Coult. & Rose
- Coulterophytum pubescens J.M.Coult. & Rose

C. pubescens ses i Catalogue of Life som en synonym till C. macrophyllum.